# Kapušianske Kľačany
Kapušianske Kľačany (Hongaars: Magyarkelecsény) is een Slowaakse gemeente in de regio Košice, en maakt deel uit van het district Michalovce.
Kapušianske Kľačany telt 851 inwoners.